# Edward Glover
Edward Chester "Ed" Glover (Emsworth, Pennsilvània, 1 de març de 1885 - Crown Point, Indiana, 31 d'octubre de 1940) va ser un atleta estatunidenc, especialitzat en el salt de perxa, que va competir a començaments del segle xx.
El 1905 guanyà el campionat de l'AAU de salt amb perxa. El 1906 va prendre part en els Jocs Intercalats d'Atenes, on va guanyar la medalla de bonze en la competició dels salt de perxa del programa d'atletisme, rere Fernand Gonder i Bruno Söderström.
Posteriorment acabà vinculat a la política, sent alcalde de Crown Point, Indiana, entre 1921 i 1929.